# Гылыбово
Гы́лыбово (болг. Гълъбово) — город в Болгарии. Находится в Старозагорской области, входит в общину Гылыбово. Население составляет 7442 человека (2022). Занимает площадь 17,8 км². Плотность населения — 510 чел./км².
Город расположен на юге Старозагорской области, близ административной границы с Хасковской областью. Железнодорожная линия, проходящая через Гылыбово, Раднево и Нова-Загору соединяет Симеоновград с Бургасом и Варной.
В начале 1960-х годов здесь была построена и 1962 году введена в эксплуатацию ТЭС «Комсомольская» (в настоящее время ТЭЦ «Марица Изток 1»).

## Политическая ситуация
Кмет (мэр) общины Гылыбово — Николай Тонев Колев (инициативный комитет) по результатам выборов.

## Известные уроженцы
- Эмилия (род. 1982) — болгарская певица в стиле поп-фолк и голубоглазого соула.